# Anquiloglosia

La anquiloglosia o lengua atada es un trastorno congénito presente en el 1 a 2,8% de los infantes en el mundo, caracterizado por un frenillo anormalmente corto y diferentes grados de incapacidad de uso de la lengua según la clasificación del frenillo. El frenillo lingual es una membrana que sujeta la lengua por la línea media desde la parte inferior. Si el grado de la anquiloglosia es grave, puede estar afectada el habla, lo que obliga a seguir una terapia fonoaudiológica, además de la corrección quirúrgica. La anquiloglosia interfiere con el lenguaje y el correcto desarrollo de los maxilares y, en los bebés complica e imposibilita él correcto amamantamiento, lo que se traduce en  cólicos,  gases, reflujo y lenta ganancia de peso.

Semiología de la anquiloglosia
-	Falta absoluta o parcial del movimiento lingual 
-	Frenillo lingual muy corto que impide los movimientos
-	Movimientos inadecuados de la lengua con disturbios motores
-	Repercusiones en la cavidad oral que afecta funciones importantes para el desarrollo del ser humano

Tratamiento con láser de diodo quirúrgico
La utilización del láser de diodo quirúrgico  tiene grandes ventajas dentro de las cirugías de tejidos blandos de la cavidad oral, como las frenotomías y, dentro de estas, la del frenillo lingual. Cabe destacar que el nombre correcto, al utilizar un láser, es “frenotomía” y no “frenectomía”, ya que la técnica consiste en cortar (vaporizar) y liberar el frenillo y no en su eliminacíón. Este procedimiento se puede realizar en forma ambulatoria, con anestesia local y sin la necesidad de sutura. La correcta y segura utilización de este tipo de láseres por parte de un profesional capacitado evita la hemorragia intra y postoperatoria, favorece la reparación de los tejidos y disminuye el dolor, el edema y la inflamación. Es una técnica sencilla, un tratamiento mínimamente invasivo, que se puede realizar a cualquier edad: desde bebés lactantes de 1 semana de vida hasta adultos mayores.
Mientras se vaporiza el tejido afectado en forma selectiva se genera, en el tejido sano circundante, mayor cantidad de oxígeno y energía, a la vez que se observa un efecto bactericida, disminuyendo a la mínima expresión la posibilidad de infección.
La interacción láser-tejido genera una mínima capa de células vaporizadas, lo que reemplaza la necesidad de sutura y de cemento quirúrgico.
El movimiento lingual inmediato a la cirugía permite realizar ejercicios para restituir la musculatura y la función lingual en forma inmediata. Estos ejercicios son tan importantes como el procedimiento en sí y, de no ser realizados, la posibilidad de recidiva aumenta considerablemente. El mayor confort para paciente y profesional que produce esta técnica lo transforma en el tratamiento de elección para este tipo de patologías.

## Etiología
Es una malformación cráneo-facial congénita que se genera por defectos en la apoptosis de la membrana bucofaríngea y puede estar asociado con otros problemas relacionados con la apoptosis embriológica y a membranas interdigitales en manos y pies.
- Datos: Q557552
- Multimedia: Ankyloglossia / Q557552